# Acéllövedék
Az Acéllövedék (eredeti angol címe: Full Metal Jacket) 1987-ben bemutatott amerikai háborús filmdráma Stanley Kubrick rendezésében. A film forgatókönyvét Kubrick Michael Herrel és Gustav Hasforddal közösen készítette Hasford 1979-es "The Short-timers" című regényén alapján. A film címe az amerikai katonák által a vietnámi háborúban használt acélköpenyes lövedékre utal.
A Warner Bros. 1987. június 26-án mutatta be a  filmet az Egyesült Államokban. A film sok kritikai elismerést kapott, és a legjobb forgatókönyv adaptáció kategóriában Kubrickot, Herrt és Hasfordot Oscar-díjra is jelölték. 2001-ben az Amerikai Filmintézet a 95. helyre sorolta a filmet az "AFI 100 Years...100 Thrills" című szavazásán.

## Történet
A film egy amerikai tengerészgyalogos szakasz történetét követi nyomon. Az első felében a Dél-Karolina állambeli Parris Island-i Tengerészgyalogsági Recruit Depot alap kiképzőtáborban játszódik, ahol az újoncokból a kiképzésük során a kegyetlen Hartman tüzérőrmester nevel gyilkológépeket. A középpontban J.T. Davis és Leonard Lawrence, becenevükön Joker és Pyle közlegények állnak, akik az agresszív és bántalmazó gyakorlatoktatójuk, Hartman irányítása alatt küszködnek. Pyle a kiképzés végére megőrül, melynek eredményeként saját magával és Hartman őrmesterrel is végez.
A film második felében Joker és a szakasz egy másik tengerészgyalogosa Rafterman tapasztalatait mutatja be Da Nang és Huế városokban a vietnami háború Tet offenzívája során. Vietnámban Jokert rövidesen egy utcai harcban vetik be, ahol az egységét egy orvlövésznő tizedeli meg, akit végül sikerül megölniük.

## Cselekmény
Újoncok egy csoportja érkezik Parris Island-re, hogy tengerészgyalogosokká váljanak. A gyakorlati oktatójuk Hartman tüzérségi őrmester határozott, de tisztességes oktatóként mutatkozik be az újoncoknak, bár a túlsúlyos és ügyetlen Leonard Lawrence újonc idegesíteni kezdi Hartmant és a szakasz többi tagját állandó hibáival. A dolgok akkor fordulnak komolyra, amikor Hartman felfedez egy, a laktanyában illegális csempészáruként számon tartott lekváros fánkot, amely fogyasztása Lawrence számára tiltott a túlsúlya miatt. Hartmannál ezzel betelik a pohár, és kollektív büntetést szab ki Lawrence kivételével az egész szakaszra, és parancsba adja nekik, hogy minden alkalommal gyakorlatozzanak, amikor Lawrence újabb hibát követ el.
Egy este a szakasz tagjai úgy állnak bosszút Lawrence-en, hogy néhányan lefogják, és a többiek a takarójukba tekert szappanokkal megverik. Ezt követően végül úgy tűnik, hogy Lawrence megváltozik, kiváló teljesítményt mutat, és példamutató újonccá válik. Joker (J.T. Davis) azonban rájön, hogy Lawrence a M14-os karabélyához beszél, és attól tart, hogy idegösszeomlásban szenved. Ennek ellenére minden újonc sikeresen elvégzi a kiképzést, akiknek többségét Vietnamba vezénylik. Utolsó éjszakájukon a kiképzőtáborban Joker felfedezi Lawrence-t a fürdőben, amint hangosan kántálja a Lövész hitvallását, és közben töltött karabélyával hadonászik. Hartman őrmester megpróbál közbelépni, de Lawrence lelövi, majd pedig öngyilkos lesz.
1968 január, Davis őrmester Da Nang-ban dolgozik együtt Rafterman közlegény harctéri fotóssal a Stars and Stripes katonai újságnál. Megkezdődik a Tet offenzíva, és Davis bázisát megtámadják, de kitartanak. Másnap reggel Davist és Raftermant Phu Bai-ba küldik, ahol Davis újra találkozik "Cowboy" őrmesterrel, egy barátjával, akit még az alap kiképzőtárborban ismert meg. Huế ostroma során egy robbanó csapda megöli az osztag vezetőjét, így Cowboy válik az egység parancsnokává. Cowboy megpróbálja növelni a harckocsi-támogatást, de egy Viet Cong mesterlövész megöli.
Cowboy halála után az osztag géppuskása, „Animal Mother” veszi át a parancsnokságot, aki hajtóvadászatot indít a mesterlövész ellen. Davis találja meg elsőként, de az M16-os karabélya elakad, amivel felhívja a tinédzser lány figyelmét a jelenlétére. Közben Rafterman a segítségére siet, és megsebesíti a lányt, majd pedig Davis megszabadítja őt a szenvedésétől. Az éjszaka leszálltával a tengerészgyalogosok a "Mickey Mouse March"-ot énekelve visszatérnek a táborukba. Davis úgy fogalmaz, hogy annak ellenére, hogy a világ egy rakás szar, örül, hogy túlélte, és nem fél többé.

## Szereplők
- Matthew Modine (Joker közlegény/őrmester)
- Vincent D’Onofrio (Pyle közlegény)
- Adam Baldwin (Animal Mother)
- Kevyn Major Howard (Rafterman)
- Dorian Harewood (Eightball)
- R. Lee Ermey (Hartman őrmester)
- Arliss Howard (Cowboy közlegény/őrmester)
- Peter Edmund (Snowball)
- Gil Kopel (Stork)

## Díjak, jelölések
- Oscar-díj (1988)
  - jelölés: legjobb adaptált forgatókönyv – Stanley Kubrick, Michael Herr, Gustav Hasford
- BAFTA-díj (1988)
  - jelölés: legjobb hang – Nigel Galt, Edward Tise, Andy Nelson
  - jelölés: legjobb vizuális effektusok – John Evans
- Golden Globe-díj (1988)
  - jelölés: legjobb férfi mellékszereplő – R. Lee Ermey
- David di Donatello-díj (1988)
  - díj: David-díj (legjobb producer – külföldi film) – Stanley Kubrick
- Kinema Junpo Awards (1989)
  - díj: legjobb rendező (idegen nyelvű film) – Stanley Kubrick